# Cantón de Hondschoote
El cantón de Hondschoote era una división administrativa francesa, que se situaba en el departamento de Norte y la región de Norte-Paso de Calais.

## Composición
El cantón estaba formado por ocho comunas:
- Bambecque
- Ghyvelde
- Hondschoote
- Killem
- Les Moëres
- Oost-Cappel
- Rexpoëde
- Warhem

## Supresión del cantón de Hondschoote
En aplicación del Decreto nº 2014-167 de 17 de febrero de 2014, el cantón de Hondschoote fue suprimido el 22 de marzo de 2015 y sus 8 comunas pasaron a formar parte; seis del nuevo cantón de Wormhout y dos del nuevo cantón de Dunkerque-2.